# Synagogue de Vitry-le-François
La synagogue de Vitry-le-François est située au 7 Rue du Mouton. Elle a été reconstruite après la guerre et inaugurée le 15 septembre 1957, la précédente synagogue construite en 1885 ayant été endommagée par les bombardements de 1940.

## Historique
Des archives révèlent l'existence en 1321 d'une communauté juive dans la cité alors appelée Vitry-sur-Marne. Après 1870, un afflux de juifs alsaciens et lorrains s'installent à Vitry, comme dans les autres villes de la région. 
La synagogue a été touchée par les bombardements aériens en 1940, puis complètement détruite à la dynamite par les Allemands.     
Elle a été reconstruite après guerre au même emplacement.  
Une plaque a été apposée sur la façade de la synagogue le 29 février 2008 :
« Ce bâtiment, synagogue édifiée en 1957, a été le lieu de culte de la communauté juive de Vitry-le-François jusqu'en 2007.
Il a remplacé une première synagogue construite en ce même lieu en 1883 et détruite pendant la seconde guerre mondiale. 
Il est maintenant un lieu culturel, pédagogique et de mémoire. »
Devant la synagogue se trouve une stèle « À NOS FRERES MORTS EN DEPORTATION » לזכרו (en mémoire de...) suivie d'une liste de noms, ainsi qu'une plaque « À LA MEMOIRE DES MORTS POUR LA FRANCE DURANT LA GUERRE 1914-1918 ». 

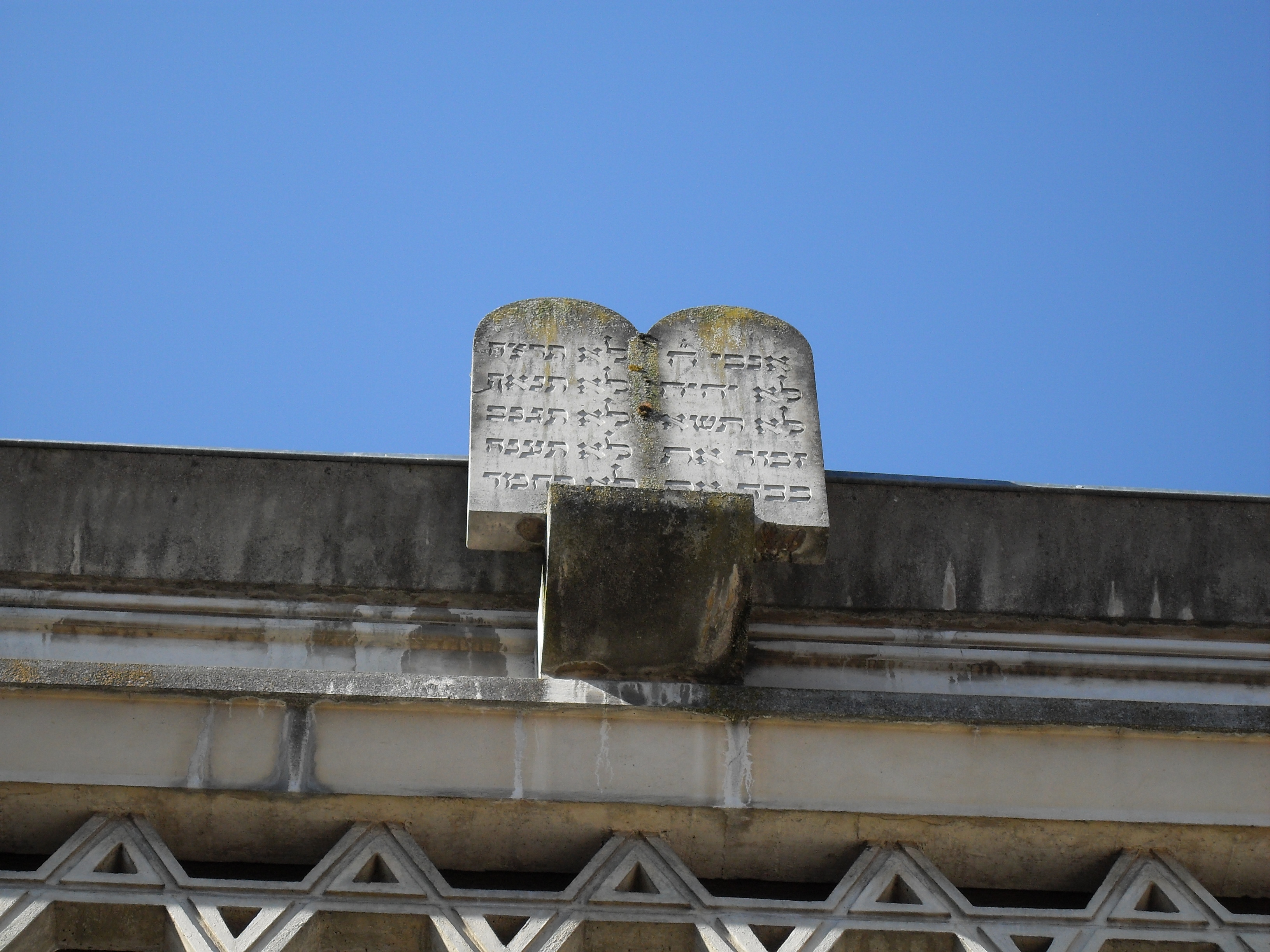
Détail : Tables de la Loi
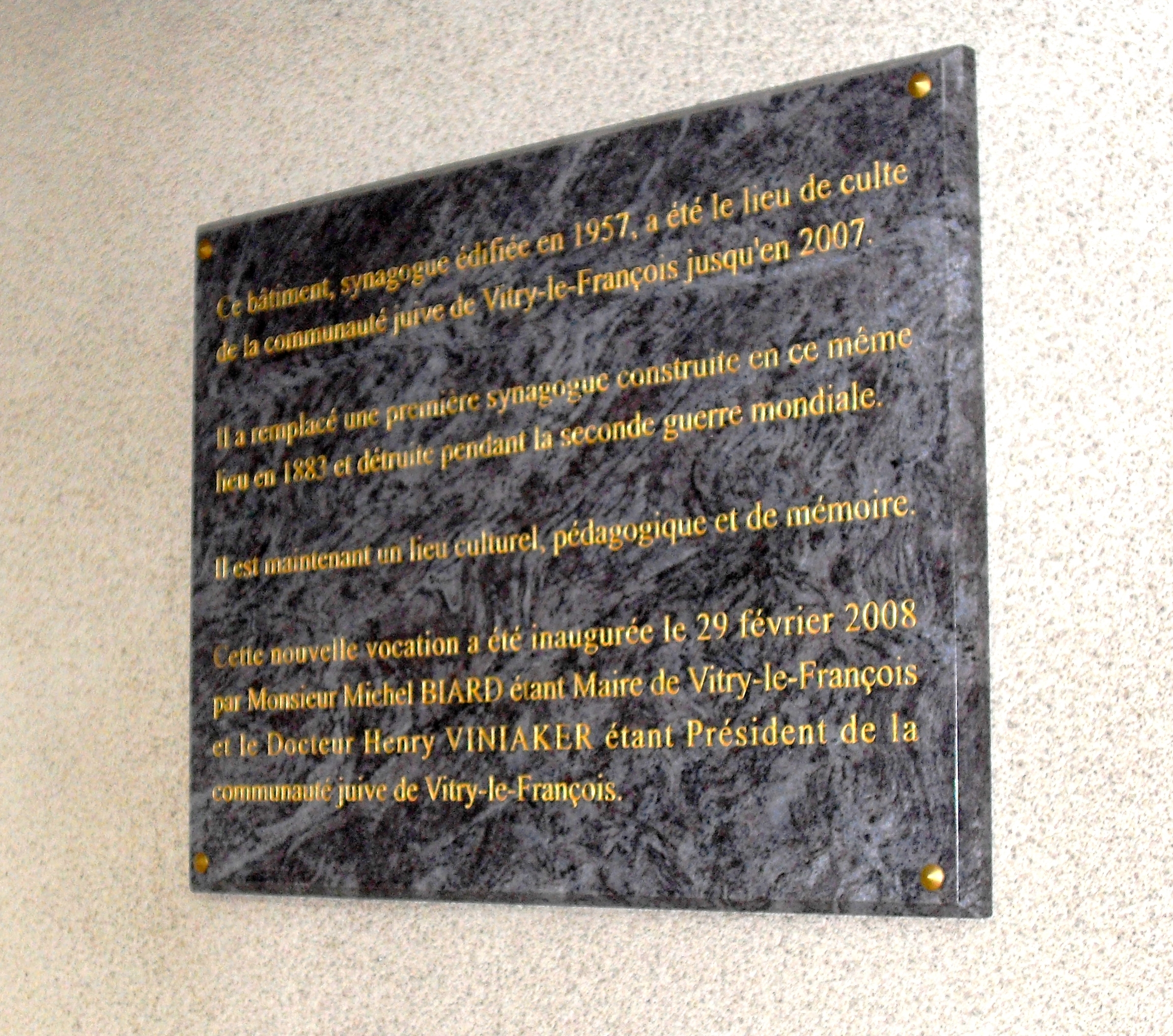
Plaque
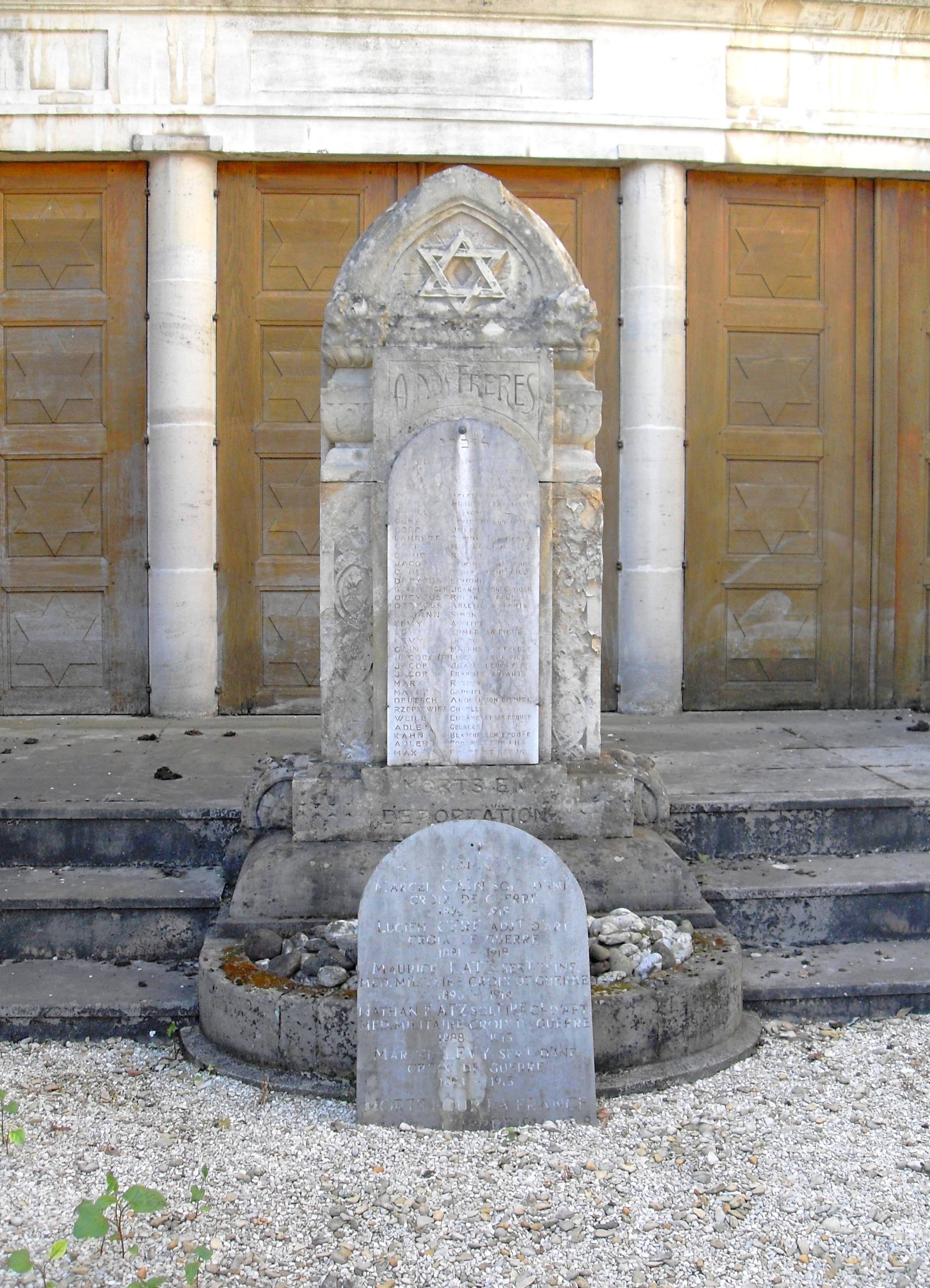
Stèle à son ancien emplacement
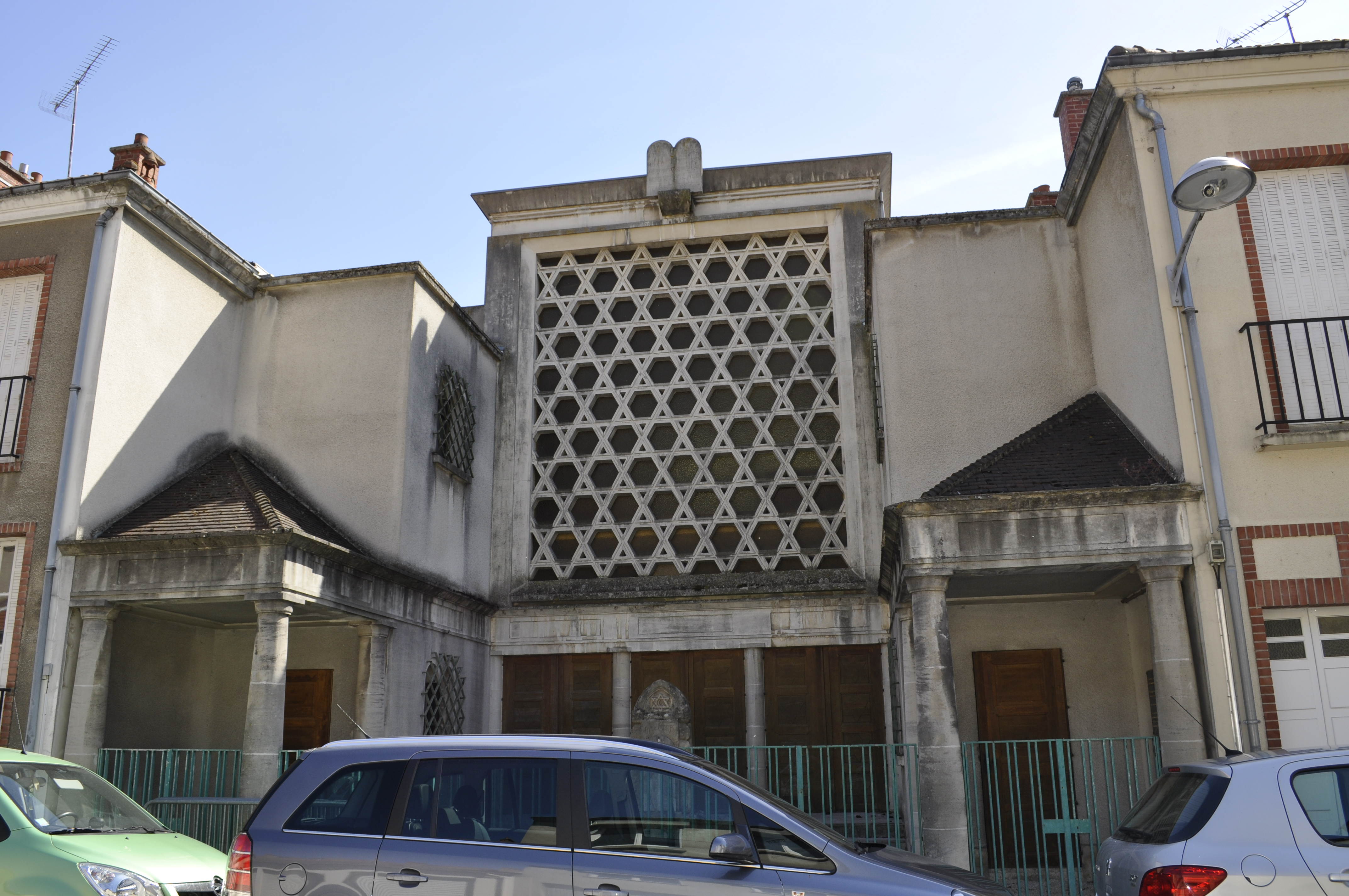
Autre vue

 

Il existe un  cimetière israélite encore en usage situé au 6, rue de la Jouette, en bordure d'une zone industrielle. Il a été fondé par la communauté israélite de Vitry. Il est fermé à clé pour prévenir les actes de vandalisme (une croix gammée a été peinte sur la porte le 25 janvier 2009), mais les clés peuvent être demandées à la mairie.

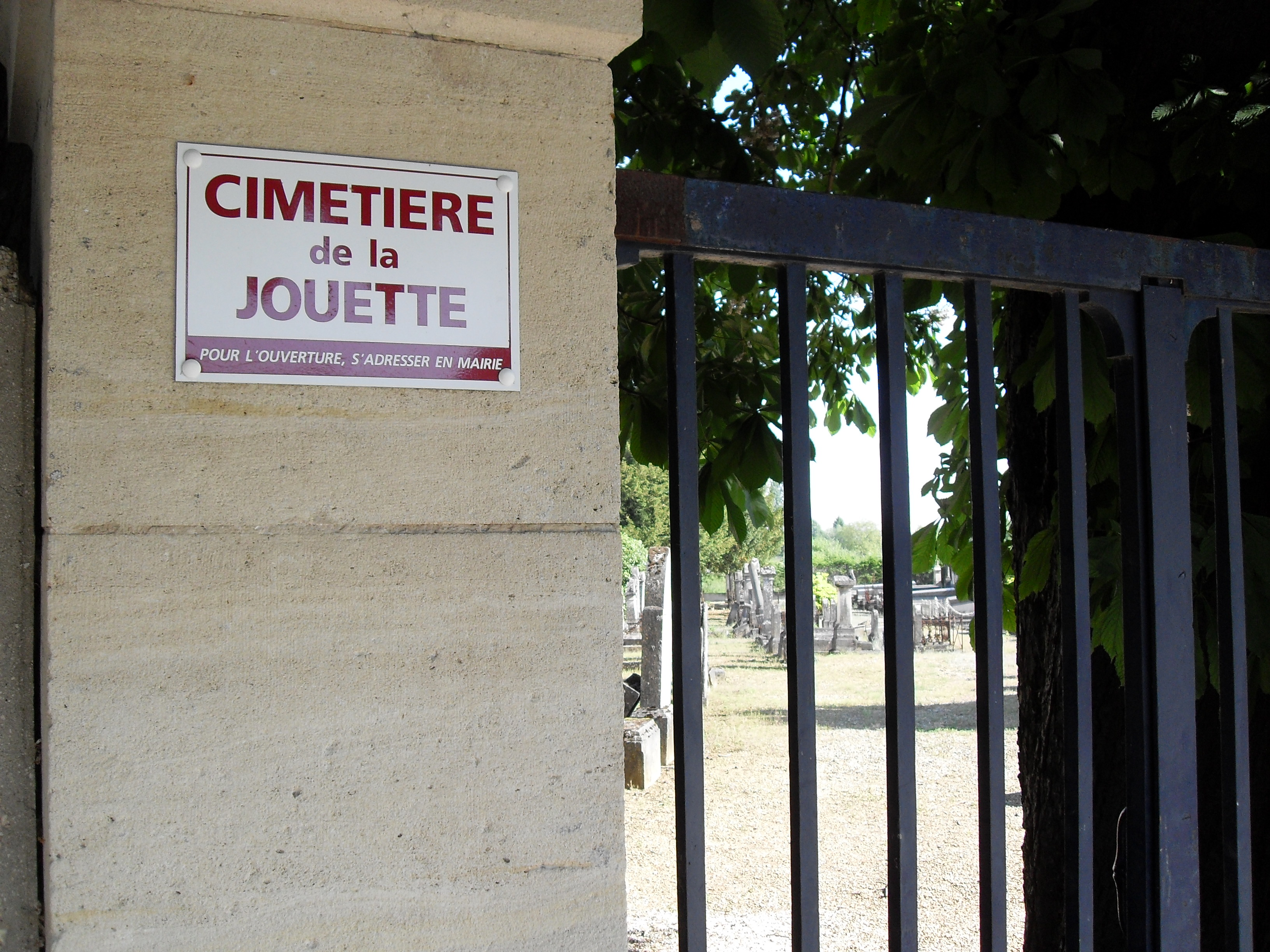
La porte du Cimetière
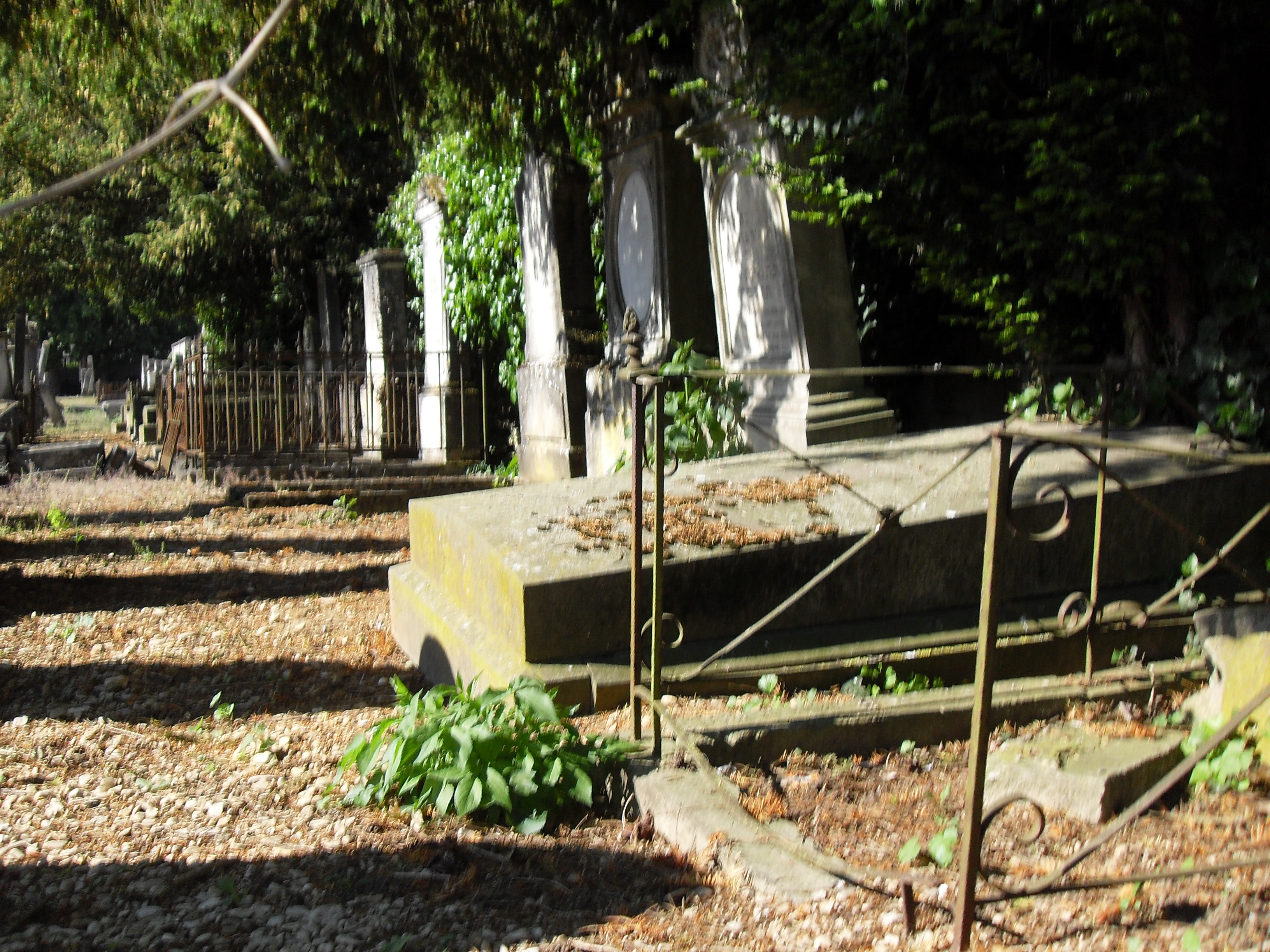
Le Cimetière Israélite de la Jouette